# Velarium

Mögliche Rekonstruktion des Velariums am Kolosseum

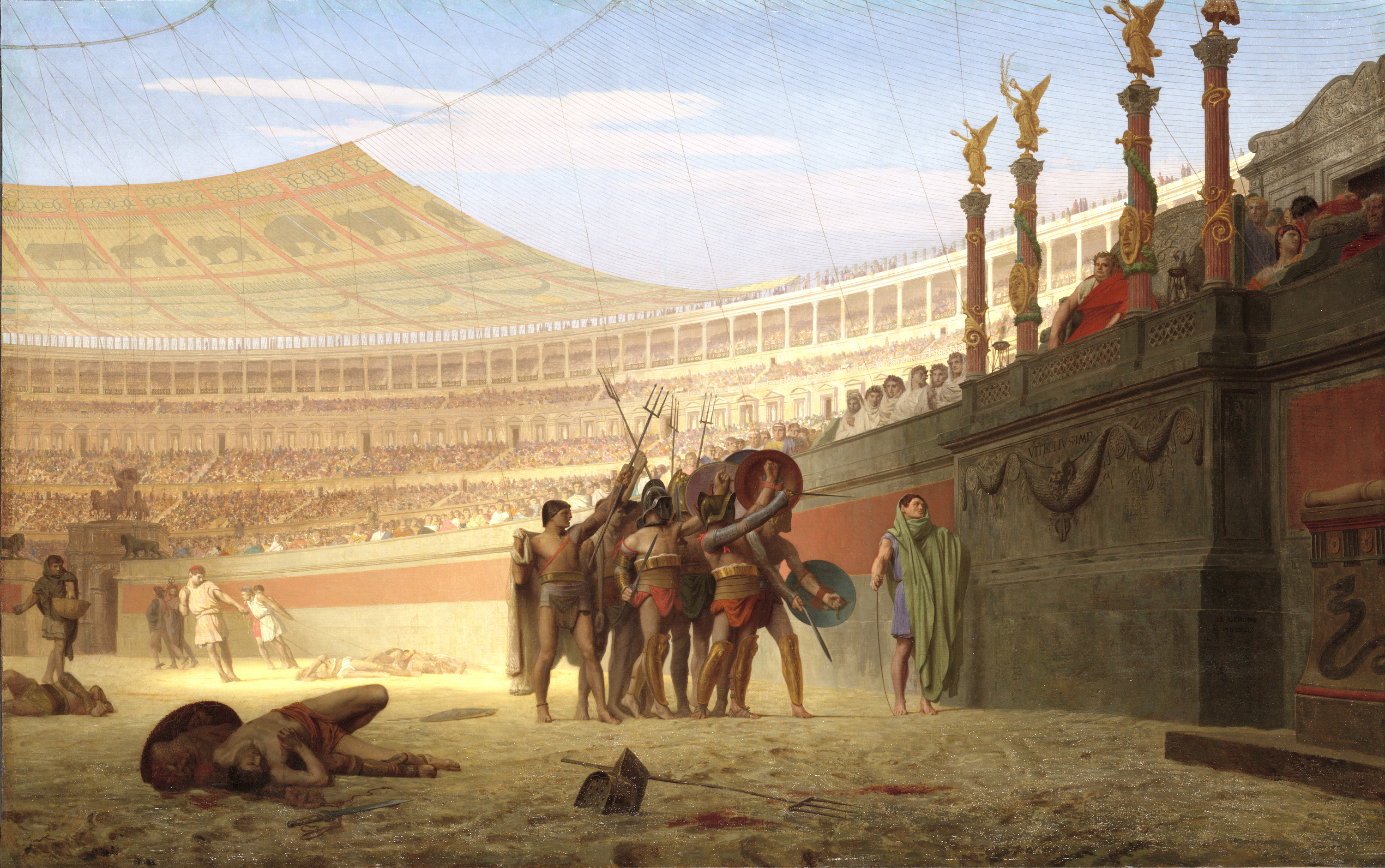
Rekonstruktion vom Maler Jean-Léon Gérôme auf dem Bild Ave Caesar Morituri te Salutant

Ein Velarium (Plural: Velaria) war eine große ringförmige Segeltuch-Plane.
Am Außenrand des obersten Geschosses des Kolosseums in Rom wurden 240 senkrechte Masten aufgestellt, an denen das riesige Sonnensegel aufgezogen werden konnte, so dass bei starker Hitze die Zuschauer auf den Rängen im Inneren des Kolosseums beschattet wurden.

## Aufbau

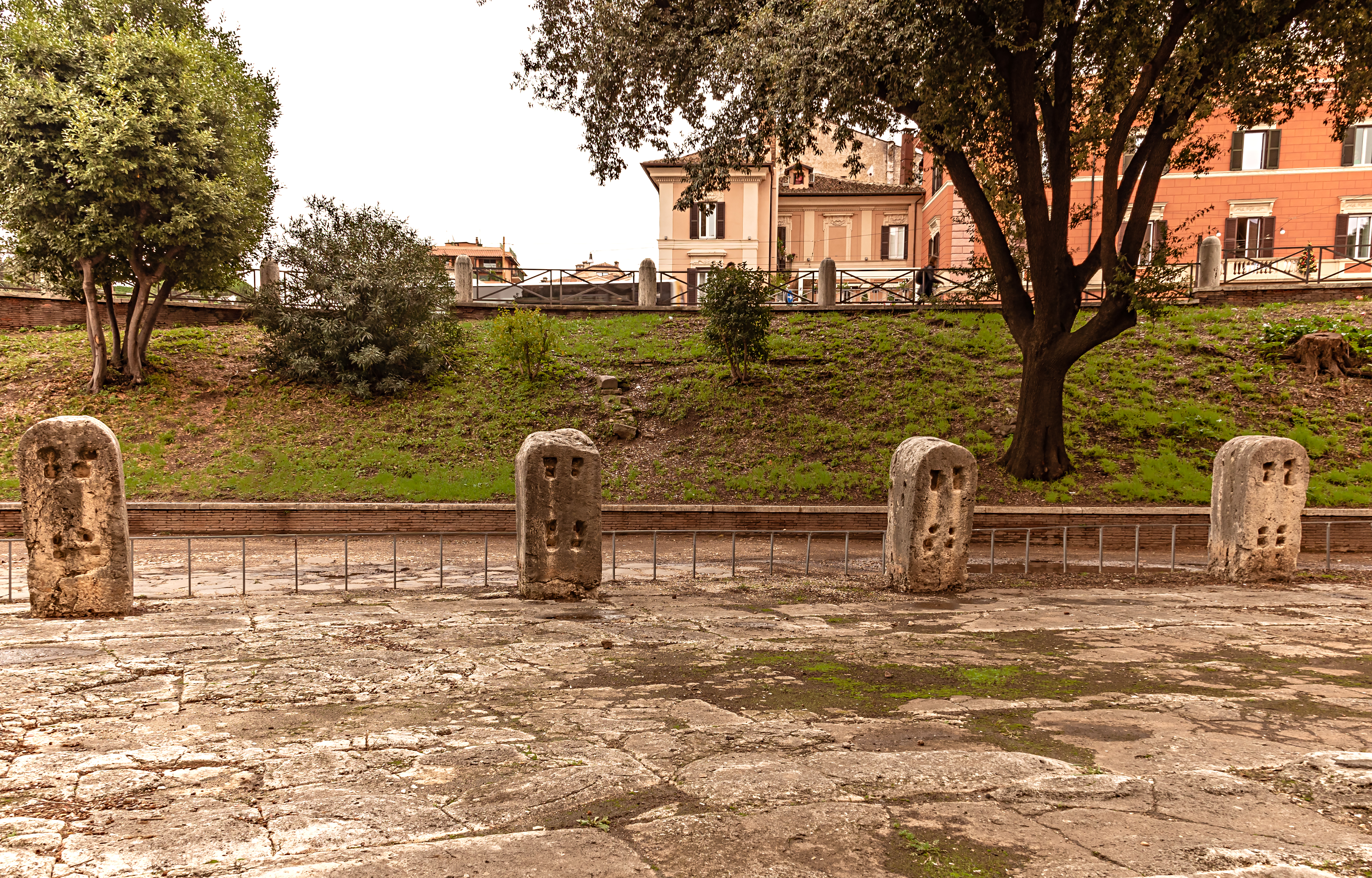
Steinpoller, die an der östlichen Außenseite des römischen Kolosseums aufgestellt sind und vermutlich im technischen Zusammenhang mit dem Velarium stehen

Das Velarium war in jener Zeit eine grandiose technische Meisterleistung. Es wurde aus zahlreichen Planen zusammengeknüpft, die aufgrund des elliptischen Grundrisses jeweils unterschiedlich geschnitten sein mussten. Daher wurde die äußerst komplizierte Konstruktion von sehr erfahrenen Matrosen der kaiserlichen Flotte bedient. Diese Flotteneinheit war bei Misenum am Golf von Neapel stationiert und wurde extra für die Handhabung nach Rom berufen. Ihre Hauptaufgabe bestand insbesondere darin, das Velarium bei aufkommenden, zu starken Winden wieder zügig einzuziehen, um einen Einsturz der Konstruktion und  damit eine Gefährdung des Publikums zu vermeiden.
Das Kolosseum verfügte über 240 Masthalterungen am oberen Gebäuderand. Die Masthalterungen war so konstruiert, dass sich die Masten nicht in ihren Fassungen bewegen konnten. Der Abstand zwischen den einzelnen Halterungen ist kleiner als bei anderen Amphitheatern der Antike. Beides sollte die Stabilität des aufgespannten Sonnensegels garantieren.
Der innere Rand der Segelkonstruktion bildete einen elliptischen Ring, der auf dem Boden des Amphitheaters platziert wurde. Von diesem Ring liefen 240 Seile über die Masten zum Außenbereich der Arena, wo sie vermutlich an 160 aufgestellten Steinpollern verankert wurden. Dort wurden Winden eingesetzt, um das Velarium aufzuspannen und zu stabilisieren. Das Aufspannen war mühselig und zog sich über mehrere Tage hin. Bis zu 1000 Männer waren nötig, um das Velarium zu montieren.

## Verbreitung

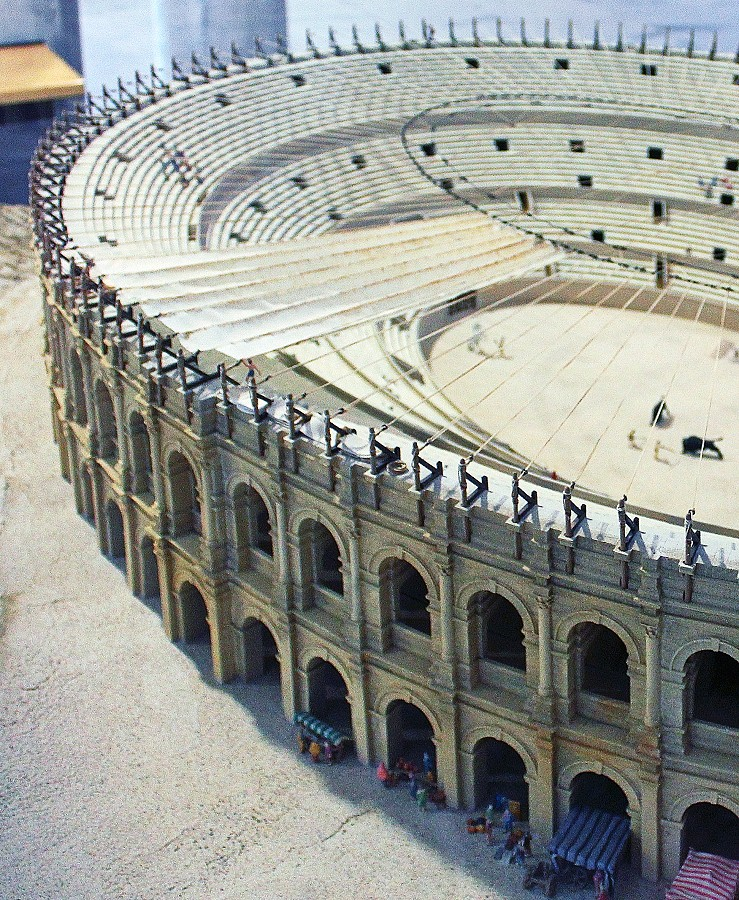
Model des Amphitheaters von Arles mit teils aufgespanntem Velarium.

Außer im römischen Kolosseum gab es solche Vela oder Velaria in vielen Theatern und Amphitheatern des Römischen Reiches. Davon zeugen beispielsweise noch heute die besonders gut erhaltenen Masthalterungen (Pfannenlöcher und Konsolen) der Amphitheater von Nîmes und Pula. Bei Ankündigungen von Spielen wurde mitunter ausdrücklich erwähnt, dass die Sonnensegel aufgezogen würden (lateinisch vela erunt – "Es wird Sonnensegel geben").

## In der Kunst
In der Kunst bezeichnete Velarium bis ins beginnende 20. Jahrhundert eine horizontal ausgespannte Leinwand entweder in einem Raum mit Oberlicht, wie ein Ausstellungs- oder Gemäldesaal, oder über eine Straße oder einen Platz.
Erfolgte seine Herstellung aus einem festlichen Anlass, wurde das Velarium oft mit Ornamenten oder figürlichen Malereien aus der Hand bedeutender Künstler versehen. Es war nicht üblich, das Velarium über das tagesaktuelle Ereignis hinaus öffentlich auszustellen.